# فرنسيسكو أنطونيو كانو كاردونا
فرنسيسكو أنطونيو كانو كاردونا (بالإسبانية: Francisco Antonio Cano) هو نحات ورسام كولومبي، ولد في 25 نوفمبر 1865 في بلدية يارومال في كولومبيا، وتوفي في 11 مايو 1935 في بوغوتا في كولومبيا بسبب ربو.